# 姜賜履
姜賜履（？—？），字功懋，江西南昌府南昌縣人，明朝政治人物，賜特用進士出身。
崇禎三年（1630年）庚午科江西鄉試舉人，十三年（1640年）賜特用出身，歷官湖州府知府、連平州知州，居官勤慎，案無留牘。